# Карасик, Давид Исаакович
Давид Исаакович Карасик (19 февраля 1919 — 27 мая 1999) — российский режиссёр и театральный педагог.
Преподавал в ЛГИТМиКе. Один из крупнейших мастеров и педагогов телевизионной режиссуры; наряду с Львом Цуцульковским и Александром Белинским считается основателем телевизионного театра на ленинградском телевидении.
Среди его учеников — основатель телекомпании «Авторское телевидение» Анатолий Малкин. Лауреат многочисленных конкурсов в РФ и за рубежом Виктор Крюков (ЦТ) «Весёлые ребята», «Игра в детектив» и т. д., и многие другие.
Умер в Санкт-Петербурге 27 мая 1999 года.

## Спектакли
- «Стеклянный зверинец» Т. Уильямса
- «Кровавая свадьба» Г. Лорки
- «Макбет» У. Шекспира
- «Кориолан» У. Шекспира
- «Корабли в Лиссе» по произведениям А. Грина (1965 г.)
- «Большая кошачья сказка» К. Чапека
- «Эвридика»[3]
- «Ещё раз о Шерлоке Холмсе» (1974) (телеспектакль 2 серии)